# Catherine Quittet
Catherine Quittet, po mężu Boyer (ur. 22 stycznia 1964 w Megève) – francuska narciarka alpejska, złota medalistka mistrzostw świata juniorów.

## Kariera
W zawodach Pucharu Świata pierwsze punkty zdobyła 14 grudnia 1979 roku w Limone Piemonte, gdzie zajęła dziewiąte miejsce w kombinacji. Na podium zawodów PŚ pierwszy raz stanęła 20 stycznia 1985 roku w St. Gervais, kończąc zjazd na drugiej pozycji. W zawodach tych rozdzieliła Michelę Figini ze Szwajcarii i swą rodaczkę Claudine Emonet. W kolejnych startach jeszcze sześć razy stanęła na podium, odnosząc przy tym dwa zwycięstwa: 17 stycznia 1987 roku w Pfronten wygrała supergiganta, a 20 grudnia 1987 roku w Piancavallo była najlepsza w gigancie. W sezonie 1987/1988 zajęła dziewiąte miejsce w klasyfikacji generalnej, a w klasyfikacji giganta była druga. Ponadto w sezonie 1986/1987 była dziesiąta w klasyfikacji generalnej i druga w klasyfikacji supergiganta.
Wystartowała na igrzyskach olimpijskich w Calgary w 1988 roku, gdzie była ósma w gigancie i szesnasta w supergigancie. Była też między innymi dziewiąta w gigancie podczas mistrzostw świata w Crans-Montana w 1987 roku. W 1982 roku zdobyła złoty medal w zjeździe na mistrzostwach świata juniorów w Auron w 1982 roku.
W 1990 roku zakończyła karierę.

## Osiągnięcia

### Igrzyska olimpijskie
| Miejsce | Dzień     | Rok  | Miejscowość | Konkurencja | Czas biegu | Strata | Zwyciężczyni    |
| ------- | --------- | ---- | ----------- | ----------- | ---------- | ------ | --------------- |
| DNS     | 19 lutego | 1988 | Calgary     | Zjazd       | 1:25,86    | -      | Marina Kiehl    |
| 16.     | 22 lutego | 1988 | Calgary     | Supergigant | 1:19,03    | +2,45  | Sigrid Wolf     |
| 8.      | 24 lutego | 1988 | Calgary     | Gigant      | 2:06,49    | +2,35  | Vreni Schneider |

### Mistrzostwa świata
| Miejsce | Dzień     | Rok  | Miejscowość   | Konkurencja | Czas biegu | Strata | Zwyciężczyni    |
| ------- | --------- | ---- | ------------- | ----------- | ---------- | ------ | --------------- |
| 9.      | 1 lutego  | 1987 | Crans-Montana | Zjazd       | 1:43,80    | +1,98  | Maria Walliser  |
| 9.      | 5 lutego  | 1987 | Crans-Montana | Gigant      | 2:21,22    | +3,00  | Vreni Schneider |
| 15.     | 8 lutego  | 1989 | Vail          | Supergigant | 1:19,46    | +1,39  | Ulrike Maier    |
| 12.     | 11 lutego | 1989 | Vail          | Gigant      | 2:29,37    | +4,69  | Vreni Schneider |

### Mistrzostwa świata juniorów
| Miejsce | Dzień   | Rok  | Miejscowość | Konkurencja | Czas biegu | Strata | Zwyciężczyni  |
| ------- | ------- | ---- | ----------- | ----------- | ---------- | ------ | ------------- |
| 1.      | 4 marca | 1982 | Auron       | Zjazd       | 1:40,53    | -      | -             |
| 6.      | 5 marca | 1982 | Auron       | Gigant      | 2:35,82    | +3,37  | Michaela Gerg |

### Puchar Świata

#### Miejsca w klasyfikacji generalnej
- sezon 1979/1980: 53.
- sezon 1980/1981: 67.
- sezon 1982/1983: 43
- sezon 1983/1984: 43.
- sezon 1984/1985: 21.
- sezon 1985/1986: 38.
- sezon 1986/1987: 10.
- sezon 1987/1988: 9.
- sezon 1988/1989: 21.
- sezon 1989/1990: 30.

#### Miejsca na podium
1. St. Gervais – 20 stycznia 1985 (zjazd) – 2. miejsce
2. Val d’Isère – 13 grudnia 1986 (zjazd) – 3. miejsce
3. Val d’Isère – 14 grudnia 1986 (supergigant) – 2. miejsce
4. Pfronten – 17 stycznia 1987 (supergigant) – 1. miejsce
5. Piancavallo – 20 grudnia 1987 (gigant) – 1. miejsce
6. Tignes – 5 stycznia 1988 (gigant) – 2. miejsce
7. Lech – 9 stycznia 1988 (supergigant) – 2. miejsce